# Julia Fischer
Pour les articles homonymes, voir Fischer et Julia Fischer (athlétisme).
Julia Fischer (née à Munich le 15 juin 1983) est une violoniste et pianiste allemande.

## Biographie
Fille de la pianiste d'origine slovaque Viera Fischer (née Krenková et Allemande des Carpates), et du mathématicien allemand Frank-Michael Fischer, elle commence l'étude du violon à l'âge de 4 ans avec la méthode Suzuki. Elle entre à 9 ans à l'École supérieure de musique de Munich dans la classe d'Ana Chumachenko. À 11 ans, elle est lauréate du Concours Yehudi Menuhin de violon en 1995, en sa présence. En 1996, elle remporte le Concours Eurovision des jeunes musiciens. Elle entame une carrière de concertiste avant l'âge de 15 ans et a effectué plusieurs enregistrements.
Son répertoire reste essentiellement la musique concertante pour violon et orchestre. Elle a fait un enregistrement des Sonates et partitas pour violon solo de Johann Sebastian Bach ainsi que des trios avec piano de Mendelssohn en compagnie de Daniel Müller-Schott (violoncelle) et Jonathan Gilad (piano). Elle joue sur un violon de Giovanni Battista Guadagnini de 1742. En 2002 elle a joué Les Quatre Saisons de Vivaldi avec l'orchestre de l'Academy of St Martin in the Fields, dirigé par son chef Neville Marriner. Elle a fondé un quatuor à cordes dont elle est le premier violon.
En 2005, à 22 ans, elle est nommée professeur au Conservatoire de Francfort (de) (la plus jeune ayant jamais enseigné). Elle est désignée par le magazine britannique Gramophone « Musicienne de l'année 2007 ».
Julia Fischer est également pianiste professionnelle. Sa première prestation en tant que telle date du 1er janvier 2008 lorsqu'elle interprète lors d'un même concert le concerto pour violon no 3 de Saint-Saëns et le concerto pour piano de Grieg sous la direction de Matthias Pintscher à l'Alte Oper Frankfurt. Depuis lors, elle joue au piano en musique de chambre au moins une fois par an.
En 2010, elle enregistre les Caprices de Paganini.
Elle est mariée et mère d'un garçon.

## Œuvres dédiées
- Tchaikovsky : Violin Concerto in D, Op. 35, label : Pentatone.
- Mendelssohn : Piano Trios Nos. 1 & 2, label : Pentatone.

## Instrument
Elle joue un violon de Guadagnini  de 1742 acheté en mai 2004.
Depuis 2012, elle possède et joue un violon du luthier Philipp Augustin.